# Tigre Bianca (personaggio)
Tigre Bianca (White Tiger) è un personaggio dei fumetti pubblicato dalla Marvel Comics, di cui diversi personaggi hanno indossato i panni.
- Il primo di essi è Hector Ayala, creato da Bill Mantlo (testi) e George Pérez (disegni), la cui prima apparizione avviene in Deadly Hands of Kung Fu n. 19 (dicembre 1975)
- Il secondo è uno dei New Men dell'Alto Evoluzionario, creato da John Ostrander e Roger Stern (testi), Paschalis Ferry (disegni), che appare la prima volta in Heroes for Hire (Vol. 1) n. 1 (luglio 1997).
- Il terzo è Kevin Cole, creato da Christopher James Priest (testi) e Dan Fraga (disegni), che ha esordito in Black Panther (terza serie) n. 50 (dicembre 2002)
- Il quarto è Angela Del Toro, creata da Brian Michael Bendis (testi) e Alexander Maleev (disegni), che debutta in Daredevil (seconda serie) n. 58 (maggio 2004).
- La quinta è Ava Ayala, creata da Christos Gage (testi) e Tom Raney (disegni), che ha esordito in Avengers Academy n. 20 (dicembre 2011).

## Biografia dei personaggi

### Hector Ayala
Hector Ayala nasce a San Juan (Porto Rico). Mentre frequenta il college scopre, per caso, gli amuleti appartenuti ai Figli della Tigre. Unendo i tre amuleti e indossandoli viene trasformato nel supereroe Tigre Bianca. In queste vesti combatte la malvagia Corporazione e si allea a personaggi del calibro dell'Uomo Ragno e Devil.
La scoperta della sua identità civile da parte del supercriminale Lightmaster sottopone Hector ad un forte stress e lo costringe ad abbandonare il suo ruolo di vigilantes. Dopo alcuni anni, incolpato di un omicidio che non aveva commesso, morirà nel tentativo di fuggire ai suoi detrattori.
Oggi l'amuleto di giada che dava ad Hector Ayala le sue straordinarie facoltà è in possesso dell'agente dell'F.B.I. Angela Del Toro, donatole da Devil in persona affinché divenisse la nuova Tigre Bianca.

### New Men
La seconda Tigre Bianca era una Tigre del Bengala tramutata in un'umanoide femmina dall'Alto Evoluzionario (scienziato esperto di genetica che alterava il D.N.A. degli animali tramutandoli in creature umanoidi al suo servizio). Incontrò Pugno d'Acciaio e Misty Knight e si unì a loro nella nuova formazione degli Eroi in vendita, finché un giorno l'Alto Evoluzionario non la fece regredire allo stato animalesco, riportandola nella giungla.

### Kevin Cole
Kevin "Kasper" Cole, il terzo uomo ad usare il nome di Tigre Bianca, era un poliziotto afro-americano che impersonò il supereroe Pantera nera quando venne in possesso di uno dei costumi di T'Challa. Successivamente ne cambiò il colore e assunse il nome di Tigre Bianca e divenne un giustiziere di strada, dopo che ingerì una versione sintetica dell'erba a forma di cuore che ha donato al re del Wakanda le sue capacità atletiche. È stato considerato una potenziale recluta per L'Iniziativa dei 50 stati.

### Angela Del Toro
L'attuale Tigre Bianca è Angela del Toro, nipote di Hector Ayala ed ex-agente dell'F.B.I..
Angela stava investigando sulla morte di suo zio, quando le sue indagini la portarono ad incrociare la strada di Matt Murdock, l'avvocato del suo defunto parente, proprio nel periodo in cui la stampa lo accusava di essere in realtà Devil, l'uomo senza paura.
Murdock consegnò ad Angela l'amuleto appartenuto ad Hector ed in seguito la ragazza ne ereditò il ruolo.
Essendo amica di Murdock, Angela è stata presa di mira dalla Mano e da Lady Bullseye, che l'hanno attaccata e resa schiava con un arcano sistema ipnotico.

### Ava Ayala
La quinta Tigre Bianca è Ava Ayala, la sorella più giovane di Hector Ayala, creata dallo scrittore Christos Gage e dall'artista Tom Raney.
Il personaggio è apparso per la prima volta in Avengers Academy n. 20 (dicembre 2011) ed è apparso come personaggio regolare nella serie fino al suo ultimo numero n. 39 (gennaio 2013). È apparsa nella serie del 2013 Mighty Avengers. Ava è apparsa anche in Ultimate Spider-Man, doppiato da Caitlyn Taylor Love, dove Ava è la figlia di Hector invece di sua sorella.

## Poteri e abilità
- Tigre Bianca I (Hector Ayala) / Tigre Bianca IV (Angela del Toro) / Tigre Bianca V (Ava Ayala) - L'amuleto di Giada dona a chi lo indossa capacità atletiche straordinarie, tanto che la Tigre Bianca diviene un'esperta di arti marziali agile, veloce e resistente in grado di lottare alla pari con maestri del calibro di Devil o Pugno d'acciaio.
- Tigre Bianca III (Kevin Cole)- Possiede le medesime capacità di Pantera Nera (agilità eccezionale, sensi acuti e visione notturna) in più era un eccellente tiratore, che utilizzava due pistole calibro 9.

## Altre versioni

### House of M
Nella realtà di House of M Angela del Toro era una fuorilegge appartenente al gruppo dei Sapiens, gruppo con a capo Luke Cage di cui facevano parte elementi del calibro di Felicia Hardy (la Gatta Nera), Misty Knight, Clint Barton (Occhio di Falco), Danny Rand (Pugno d'Acciaio), Marc Spector (Moon Knight) e Shang-Chi.

## Altri media

### Televisione
Hector Ayala e Angela Del Toro compaiono nella serie televisiva del Marvel Cinematic Universe su Disney+ Daredevil - Rinascita (2025), interpretati rispettivamente da Kamar de los Reyes e da Camila Rodriguez.

#### Animazione
- Hector Ayala e Ava Ayala compaiono in Ultimate Spider-Man.
- Tigre Bianca compare nell'anime Disk Wars: Avengers.
- Ava Ayala compare in un cameo in Moon Girl e Devil Dinosaur.
- Ava Ayala compare in Spidey e i suoi fantastici amici.

### Videogiochi
- Ava Ayala compare in Marvel: Avengers Alliance.
- Ava Ayala compare in Disney Inifinity 2.0: Marvel Super Heroes.
- Ava Ayala compare come personaggio giocabile in Marvel: Sfida dei campioni.
- Hector Ayala e Ava Ayala compaiono come personaggi giocabili in Marvel Future Fight.
- Ava Ayala compare in Marvel Avengers Academy.

- Ava Ayala compare come personaggio giocabile in LEGO Marvel's Avengers.
- Ava Ayala compare come personaggio giocabile in LEGO Marvel Super Heroes 2.
- Angela Del Toro compare in Marvel Strike Force.

1. 1 2  Il termine volume è usato in lingua inglese, in questo contesto, per indicare le serie, pertanto Vol. 1 sta per prima serie, Vol. 2 per seconda serie e così via.